# Sproston
Sproston – wieś w Anglii, w hrabstwie ceremonialnym Cheshire, w dystrykcie (unitary authority) Cheshire West and Chester.